# Villalverde
Villalverde es una localidad española del municipio de Justel de la provincia de Zamora, en la comunidad autónoma de Castilla y León.

## Geografía

### Ubicación
Villalverde está situado en el norte de la provincia de Zamora, dentro de la comarca de La Carballeda y en el partido judicial de Puebla de Sanabria. Se encuentra situado entre las sierras de la Cabrera y de la Culebra, en el límite de la provincia de Zamora con la de León. Villalverde y Quintanilla son localidades pedáneas del municipio de Justel. Para llegar a Villalverde se puede ir desde Cubo de Benavente o bien desde la carretera de Palacios de Sanabria a La Bañeza, tras coger un desvío que hay entre Quintanilla y Castrocontrigo. Se encuentra situado a una altitud media de 865 m.

## Clima
Cuenta con un clima mediterráneo continentalizado, caracterizado por ser bastante riguroso en invierno con fuertes heladas y un verano bastante corto pero agradable. El régimen de lluvias es bastante irregular y se ha observado un cambio climático en los últimos 25 años: ya no nieva ni llueve como antes.

## Historia
En la Edad Media, Villalverde quedó integrado en el Reino de León, cuyos monarcas acometieron la repoblación del oeste zamorano.
Durante la Edad Moderna, la localidad estuvo integrada en la provincia de León, tal y como recoge en el siglo XVIII Tomás López en Mapa geográfico de una parte de la Provincia de León. No obstante, al reestructurarse las provincias y crearse las actuales en 1833, Villalverde pasó a formar parte de la provincia de Zamora, dentro de la Región Leonesa, quedando integrado en 1834 en el partido judicial de Puebla de Sanabria.
En torno a 1850 Villalverde se integró en el municipio de Justel.

## Economía
Su principal fuente de ingresos es desde tiempos ancestrales la ganadería y la agricultura, habiendo llegado a tener Villaverde más de 5.000 cabezas de ganado. El resto de la economía era más bien de "subsistencia": agricultura y viticultura se dedicaban fundamentalmente al consumo propio.
No obstante, tras los años 70 del siglo XX, se fue dando un retroceso evidente en la actividad económica local, causada tanto por el envejecimiento como por el éxodo de las nuevas generaciones. De esta manera, se redujo hasta el mínimo la economía que permitía el mantenimiento de varios locales dedicados a la venta de bebidas (bares, en un sentido amplio), locales de baile (digamos un corral para hacer fiestas), alguna tienda, molino y peluquería. entre otros pequeños negocios.

## Patrimonio
En sentido estricto, monunentos serían la denominada iglesia de "arriba", por su valor artístico e histórico, y, si acaso, la Ermita de San Tirso o santo tirso.
- La iglesia de arriba, en la que se conserva un valioso altar de la época del Siglo de Oro. Se dice "de arriba", aunque en realidad debería ser la Iglesia (Sal Justo y Pastor) véase Archivo eclesiástico de Astorga, está en la zona donde estuvo el primer asentamiento, por arriba de esta construcción se encuentran "los caserones", emplazamiento del pueblo (como asentamiento estable) en el entorno del siglo XVI-XVII.

Tanto este edificio, como el siguiente, representan la pujanza de una sociedad rural. Hay pocos asentamientos que, con este tamaño, tengan dos lugares de culto.
En los años 30 y 40 del siglo XX la celebración del patrón (en invierno) podía congregar a 13 oficiantes en la "Misa" de Santo Tirso (o San Tirso).
- La Ermita de San Tirso.

En tiempos pasados perteneció a la Cofradía de la Vera Cruz. La iglesia parroquial siempre fue la otra, la de las eras de arriba (en ella está la imagen de San Justo, Patrón del Pueblo) y es en la que se celebraba la misa los domingos.
En la ermita de San Tirso se celebraba la misa el día de su fiesta y las misas que se mandaban celebrar en su honor o por los cofrades de la Vera Cruz. Tener una cofradía no era cualquier cosa, y menos con solvencia económica como para construir una ermita.
Otros edificios y lugares "típicos":
- La casa de según yo recuerdo del “ti Ignacio y la ti Baltasara”.

Según la leyenda del boca a boca, esta casa fue una “abadía de los templarios”.
Después del "desastre” de las modificaciones y nuevas obras realizadas por algunos de los herederos recientes, todavía hoy se puede ver en la entrada principal, grabado en una gran piedra, un escudo o reseña con dos signos como una cerradura y en medio una cruz pateada, típica de los templarios, y también algunas figuras talladas en las maderas de los aleros del tejado. Al menos así se ha pensado. Pero no hay referencias históricas. Al contrario de lo que sucede con el Retablo de Los Reyes (iglesia de "arriba") que vino del monasterio de San Esteban de nogales traídos por el pueblo en 1876. aproximadamente, lo compró el pueblo cuando la desmortizacion de Mendizábal. 
- Culaga de los Sapos.

Sendero peatonal, “atajo” para bajar a los linares y que daba acceso a varios huertos con cerca de piedras sueltas. Actualmente en su mayoría está desaparecida por derrumbes y bloqueada por arbustos y maleza. Su nombre real era la culaga de San Justo, pero coloquialmente se la conoce como la culaga de los sapos. El nombre le viene dado por ser un lugar bastante húmedo. con huecos en las pareces de piedra en los cuales se refugiaban cantidad de sapos que hoy día prácticamente han desaparecido.
No deja de ser otro de los muchos vericuetos de un pueblo, pero ha quedado en la memoria colectiva así.
- El Pilón.

Uno de los dos. Se trata de un grifo de agua y un abrevadero de ladrillos y cemento construidos a principio de los años 60 del siglo XX.
Igual que la "culaga", ejemplo de la economía de antaño.
El último censo de "animales" (años 50 o 60) cifraba en algo más de 5.000 las cabezas de ganado. Una cifra nada desdeñable y que tiene su reflejo en los dos pilones, charcas diversas, la extensión comunal para pastos ("El Coto") o la ermita.
- Lavaderos de la iglesia. En la de "arriba"..

- Valdelavieja.
- La cuesta de Valtorno.
- La "Búrgula".

Bosque de encinas centenarias, poco habitual en otras comarcas. Conviene mencionar del monte de Villalverde, la diversidad paisajista tanto como mezcla de bosques mediterráneo con sus respectivas encinas y Jara y con el bosque Atlántico y de montaña con la carqueixa, los castaños, los caballos, el toixo, etc.

## Fiestas
En Villalverde se celebran las fiesta en honor de San Tirso el 28 de enero, en tiempos pasados se celebraban dos días de fiesta y este santo era muy venerado por ser abogado de curaciones (sanar) los miembros del cuerpo rotos o enfermos, del Corpus Cristi en el mes de mayo y de San Justo "Solo esta la imagen de San Justo" y desde siempre solo se celebra este santo el 6 de agosto.